# Togg
A Togg török állami tulajdonú vállalat, amelynek székhelye Gebzében található, és elektromos autókat gyárt. 2018-ban alakult.
A 2010-es évek végén Recep Tayyip Erdoğan török elnök egy új nemzeti személygépkocsi-márka létrehozását szorgalmazta. Ennek eredményeként 2017 novemberében jelentették be a Togg márka tervezett bevezetését.
2019. december 27-én került sor az első két Togg autó hivatalos bemutatójára a cég gebzei központjában. Az eseményen bemutattak egy kompakt elektromos SUV-ot és egy kompakt szedánt, amely szintén elektromos.
A cég bejelentette, hogy az autó, amelyet 2019-ben tervezett meg az olasz Pininfarina stúdió, 2023-ban kerül forgalomba.